# Villa rustica (Nürtingen)

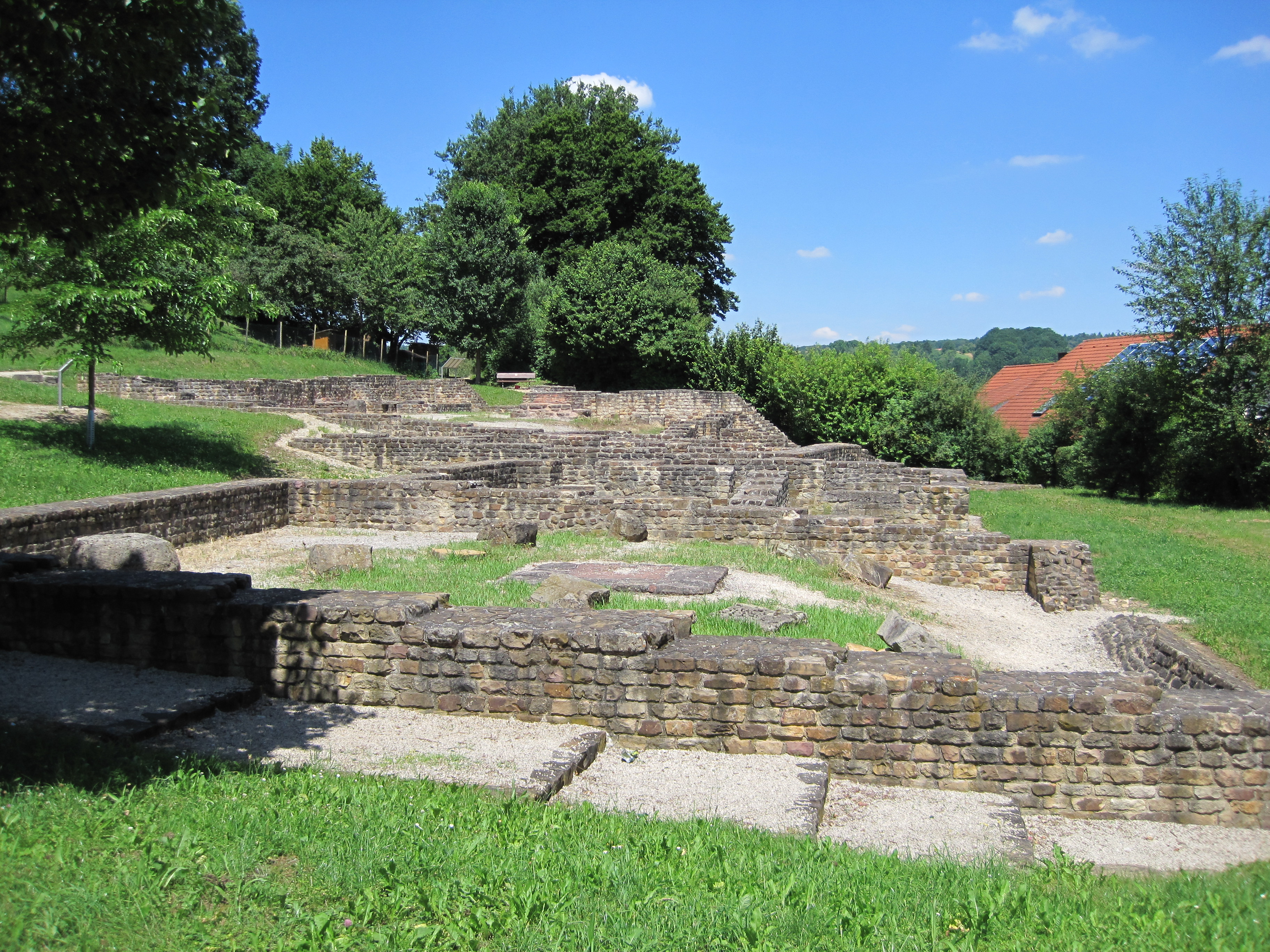
Ausgrabungsreste der Villa Rustica

Die Villa rustica, ein ehemaliger römischer Gutshof (Villa rustica), liegt mitten in einem Neubaugebiet von Oberensingen, einem Ortsteil der Stadt Nürtingen im Landkreis Esslingen in Baden-Württemberg.
Bei Erschließungsarbeiten wurden 1988 im Nürtinger Neubaugebiet „In den Seelen“ Mauerzüge entdeckt, die Teile eines römischen Gutshofs waren. Die Fundstelle liegt am Südosthang des Nürtinger Galgenbergs. 1988 wurden Teile der Gutsanlage vom Landesdenkmalamt Baden-Württemberg ausgegraben, die Stadt Nürtingen und ehrenamtliche Helfer des Schwäbischen Heimatbundes setzten die Arbeiten 1989 und 1990 fort. Der Gutshof wurde um 100 n. Chr. erbaut und später mehrmals erweitert. Das Anwesen war von einer Mauer umgeben, die eine Fläche von rund 280 × 180 Meter einschloss. Es handelt sich damit um einen der größten römischen Gutshöfe in Baden-Württemberg. Unmittelbar nach dem Jahr 223 n. Chr. wurde die Anlage durch einen Brand zerstört. Man vermutet, dass der Brand durch einen Alemanneneinfall verursacht wurde.

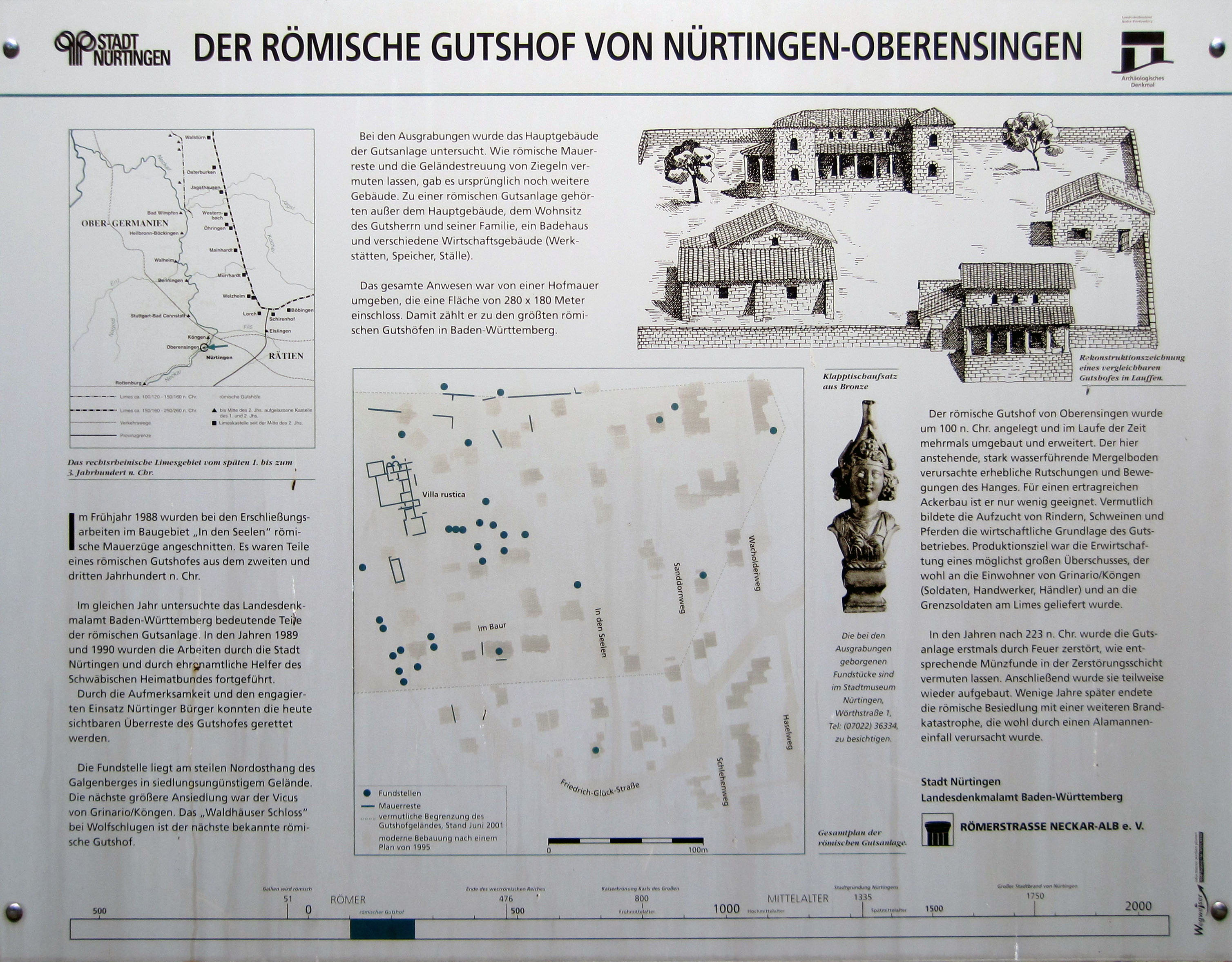
Infotafel am Gutshof

Nachdem die archäologischen Untersuchungen abgeschlossen waren, wurden die noch erhaltenen Mauerreste durch die Stadt Nürtingen restauriert, das Landesdenkmalamt leistete dazu fachliche und finanzielle Unterstützung. Die bei den Ausgrabungen gefundenen Gegenstände sind im Stadtmuseum Nürtingen, Wörthstraße 1, ausgestellt. Vom Schwäbischen Heimatbund werden Führungen durch das archäologische Denkmal angeboten. Das Gelände ist für Besucher frei zugänglich. Der Gutshof liegt an der Römerstraße Neckar–Alb–Aare.